# 한승민 (프로게이머)
한승민(2001년 9월 14일 ~)은 대한민국의 전직 카트라이더 프로게이머로 아이디는 AcidFly를 사용했다.

## 선수 시절
2022년 2월, Phase 소속으로 활동하면서 커리어를 시작했다. 2022-1시즌 팀전 6위를 기록했다.
2022년 11월, Lunatic 소속으로 활동한다. 2022-2시즌 팀전 4위를 기록했다.
2023년 3월, Planet 소속으로 활동한다. 프리시즌1 팀전 5위, 개인전 23위를 기록했다.
2023년 8월 7일, 성남 ROX에 입단했다. 2023시즌 팀전 4위를 기록했다. 이후 팀이 해체되었다.

## 소속팀
| # | 팀명     | 소속 기간                 | 소속 리그 | 비고 |
| - | -------- | ------------------------- | --------- | ---- |
| 1 | Phase    | 2022                      | KRL       |      |
| 2 | Lunatic  | 2022                      | KRL       |      |
| 3 | Planet   | 2023.03.26. ~ 2023.06.04. | KDL       |      |
| 4 | 성남 ROX | 2023.08.07. ~ 2023.12.09. | KDL       |      |